# Ostrov mrtvých

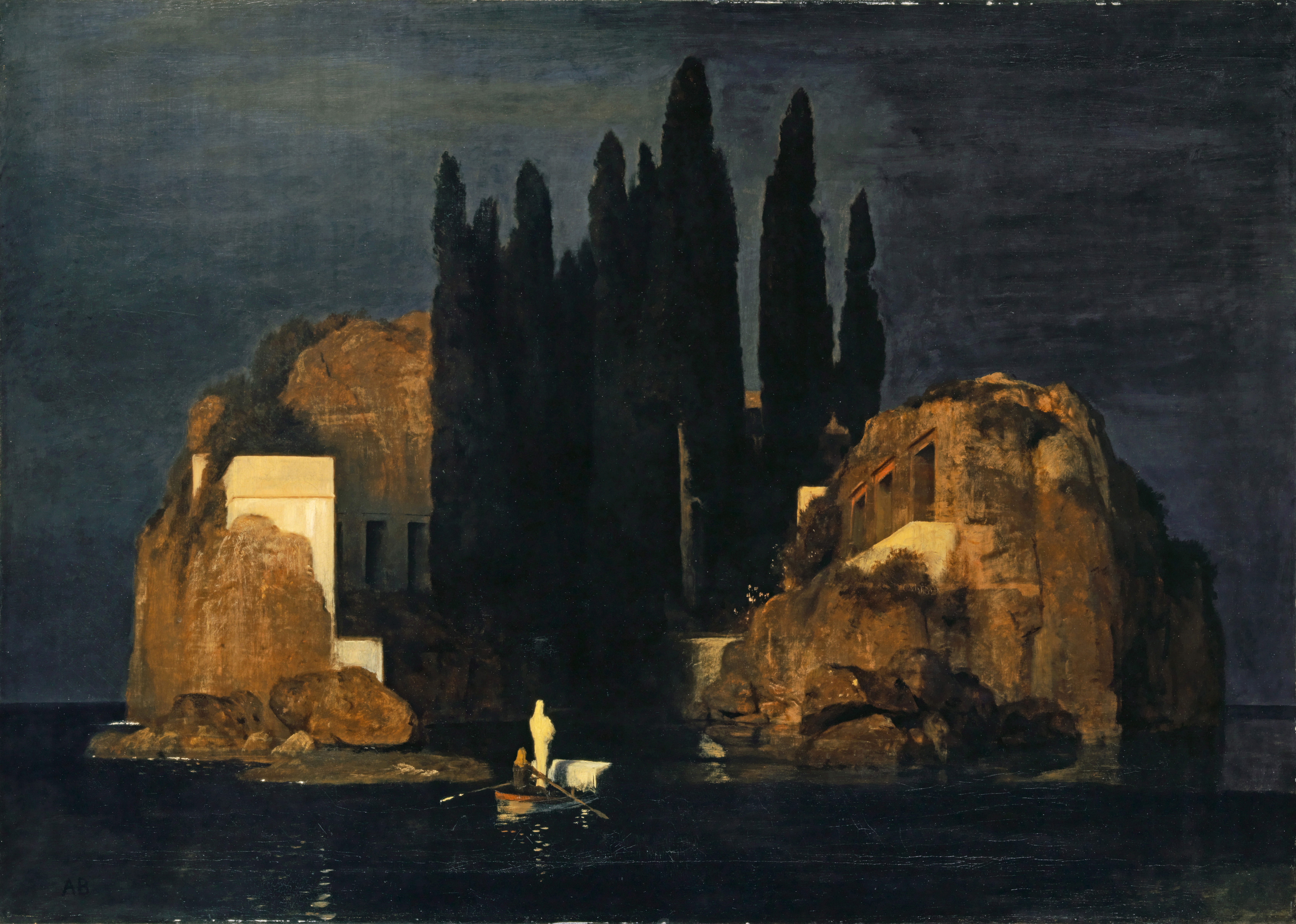
Ostrov mrtvých: první verze, 1880

Ostrov mrtvých (německy Die Toteninsel) je název pravděpodobně nejznámějšího obrazu švýcarského malíře Arnolda Böcklina. Jméno obrazu pochází z dopisu samotného Böcklina svému prvnímu zadavateli z roku 1880.

## Námět obrazu
Böcklin namaloval celkem pět verzí obrazu mezi léty 1880 a 1886. V každé verzi je na obraze skalnatý ostrov strmě vystupující z moře, který je uprostřed porostlý smutečními cypřiši. Do skal jsou zapuštěny výklenky, které slouží jako pohřební komory. K ostrovu se blíží loďka se stojící postavou v bílém, bílou rakví a veslařem. Podle řecké mytologie je převozníkem Charón a voda okolo řeka smrti Acherón, přes kterou převáží Charón bíle zahaleného zemřelého k uložení do hrobu. Vizuálním předobrazem této malby byly Böcklinovi, toho času žijícímu ve Florencii, Pontinské ostrovy, skupina vulkanických ostrovů nedaleko Capri.

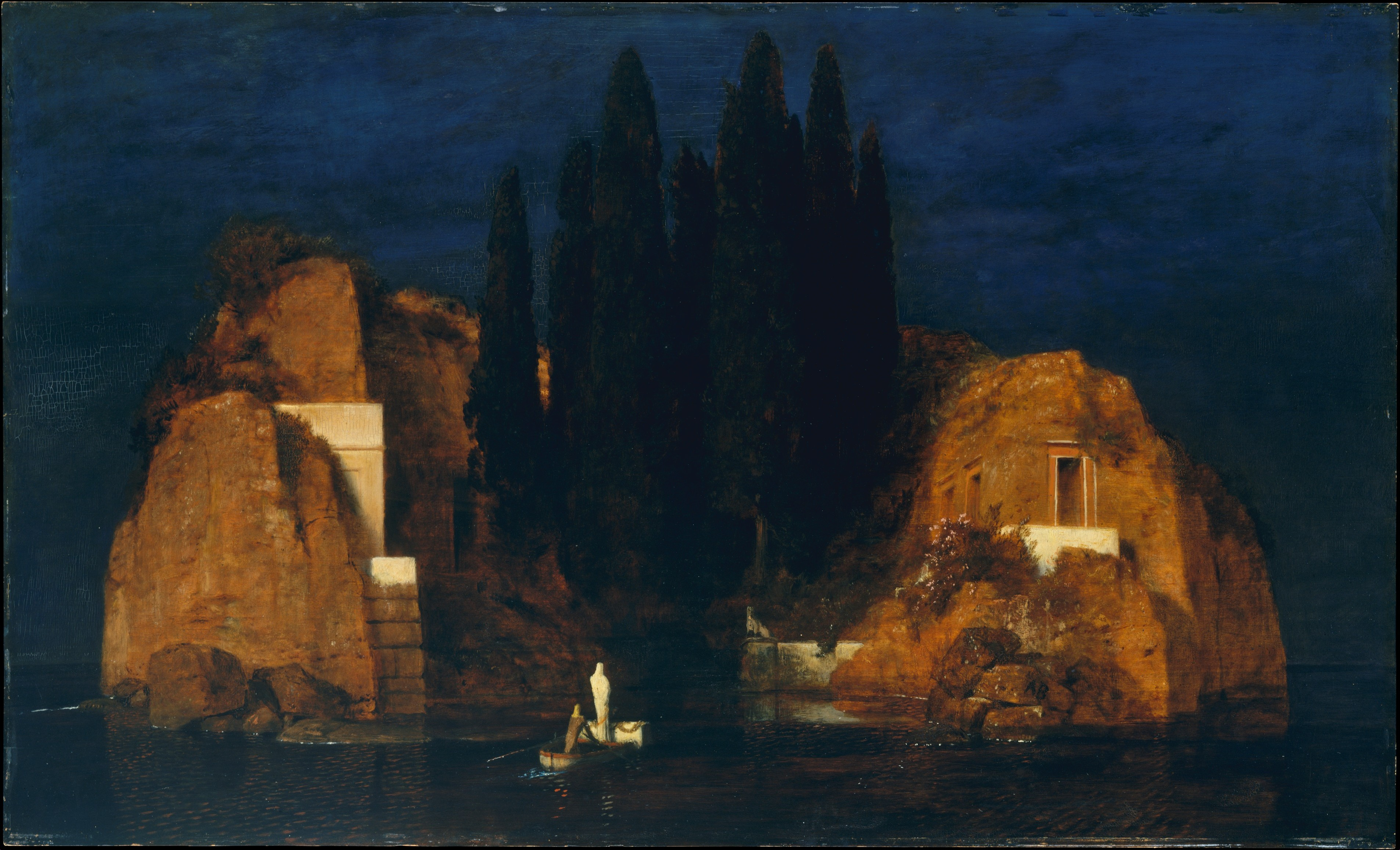
Ostrov mrtvých: druhá verze, 1880

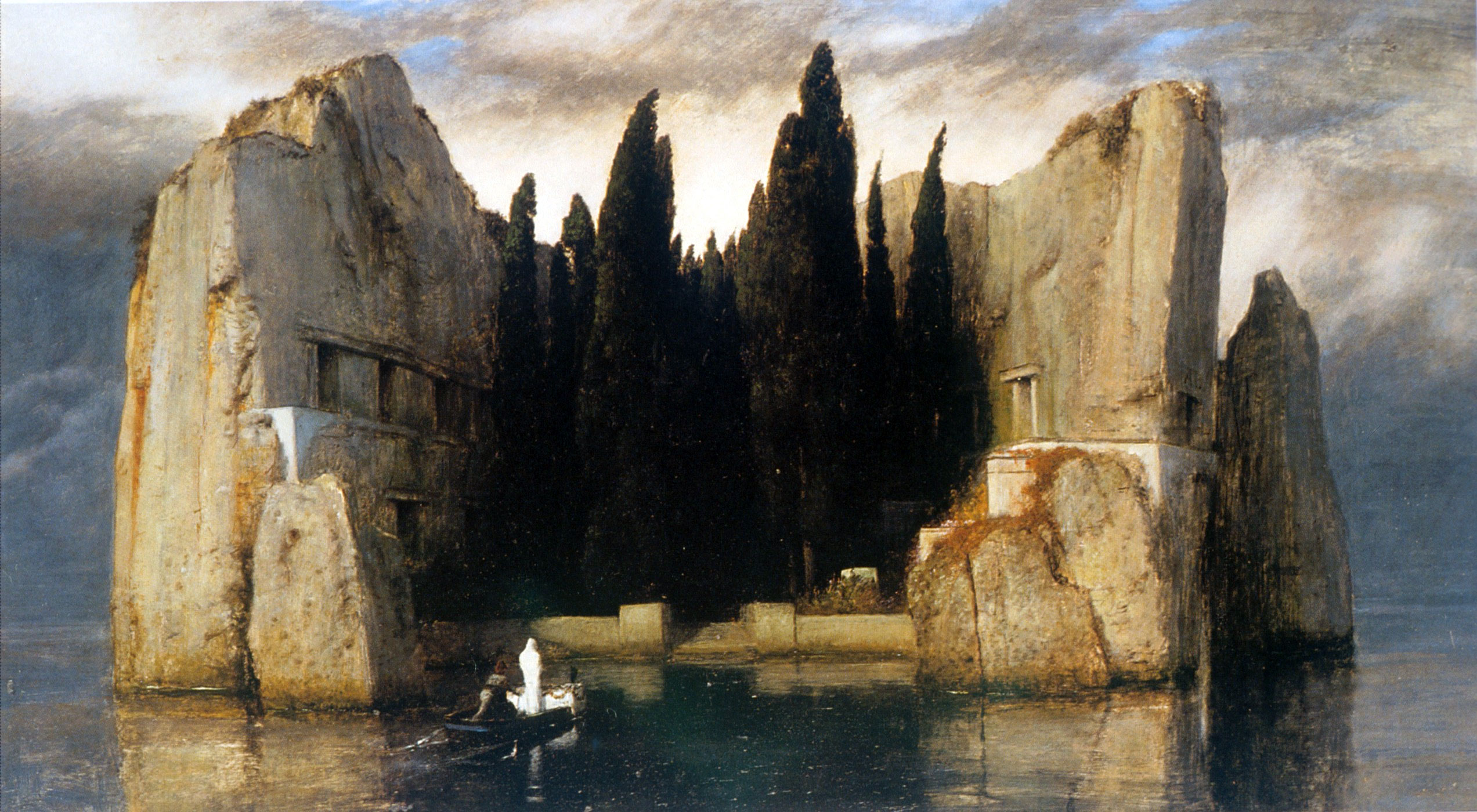
Ostrov mrtvých: třetí verze, 1883

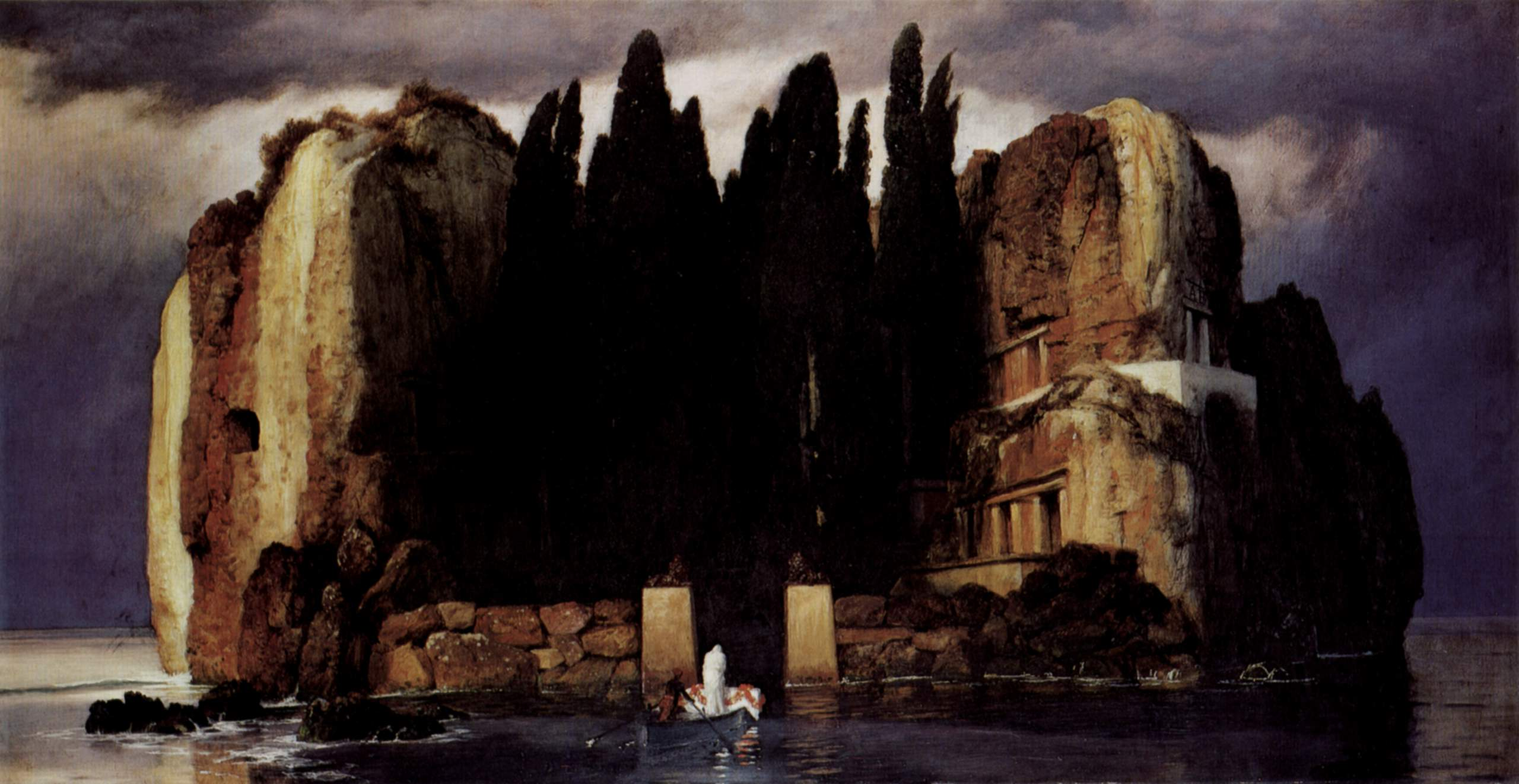
Ostrov mrtvých: pátá verze, 1886

## Příběh pěti verzí
Arnold Böcklin dokončil první verzi obrazu v květnu 1880 na objednávku mecenáše Günthera Alexandera, nicméně obraz si nakonec ponechal. Ještě v průběhu práce na prvním obraze dostal Böcklin v roce 1880 objednávku od Marie Berny, pozdější hraběnky z Orioly, na vytvoření „obrazu ke snění“. Böcklin jí vyhotovil druhou verzi Ostrova mrtvých, ze začátku ještě bez rakve a bílé postavy, které ovšem brzy do této i do první verze doplnil. Druhou verzi poté nazval Ostrov hrobů (Die Gräberinsel). Třetí verze vznikla roku 1883 pro Böcklinova galeristu Fritze Gurlitta, který chtěl dosáhnout prodejního úspěchu s rytinou tohoto díla od Maxe Klingera. Tato třetí verze byla roku 1933 nabídnuta na uměleckém trhu k prodeji, kde si ji zakoupil Adolf Hitler, který tento obraz velmi obdivoval. Dílo nejdříve umístil v Berghofu na Obersalzbergu, od roku 1940 pak obraz visel v Novém říšském kancléřství.
Kvůli finanční tísni vznikla v roce 1884 čtvrtá verze úspěšného námětu, kterou později koupil sběratel umění baron Heinrich Thyssen a umístil ji do berlínské pobočky své banky. Tam bylo také dílo zničeno během bombardování Berlína za druhé světové války, zachovala se pouze černobílá fotografie. Pátou verzi obrazu si roku 1886 objednalo Muzeum výtvarných umění v Lipsku, kde visí dodnes.

## Význam
Obraz je silně autobiograficky ovlivněn. Téma smrti hrálo v Böcklinově životě i díle vždy důležitou roli. Za svého života ztratil osm ze svých čtrnácti dětí, on sám onemocněl tyfem[nepřesný odkaz] a utrpěl záchvat mrtvice. Od třetí verze výše opatřoval Böcklin vždy jednu z pohřebních komor na obraze svými iniciálami. Někteří kritici v tom spatřují lítost nad koncem evropské kultury na prahu přetechnizovaného 20. století. I ve svých dalších obrazech se totiž Böcklin věnuje smrti a konci, například ve svém Portrétu umírající Kleopatry nebo Smrti hrající na housle.
Morbidní atmosféra obrazu Ostrov mrtvých dosáhla v depresívní atmosféře konce století velké popularity, kterou si obraz udržuje dodnes. Všechny verze díla měly rovněž velký vliv na pozdější malíře a dodnes existuje nespočet nových interpretací.

## Údaje pěti verzí
1. 1880 – olej na plátně, 111 × 115 cm; od roku 1920 v muzeu v Basileji
2. 1880 – olej na dřevě, 111 × 155 cm; od roku 1926 v Metropolitním muzeu v New Yorku
3. 1883 – olej na dřevě, 80 × 150 cm; od roku 1980 ve Státním muzeu Berlín
4. 1884 – olej na měděném plechu, 81 × 151 cm; zničeno v Berlíně během druhé světové války
5. 1886 – olej na dřevě, 80 × 150 cm; Muzeum výtvarných umění Lipsko

## Ostrov života

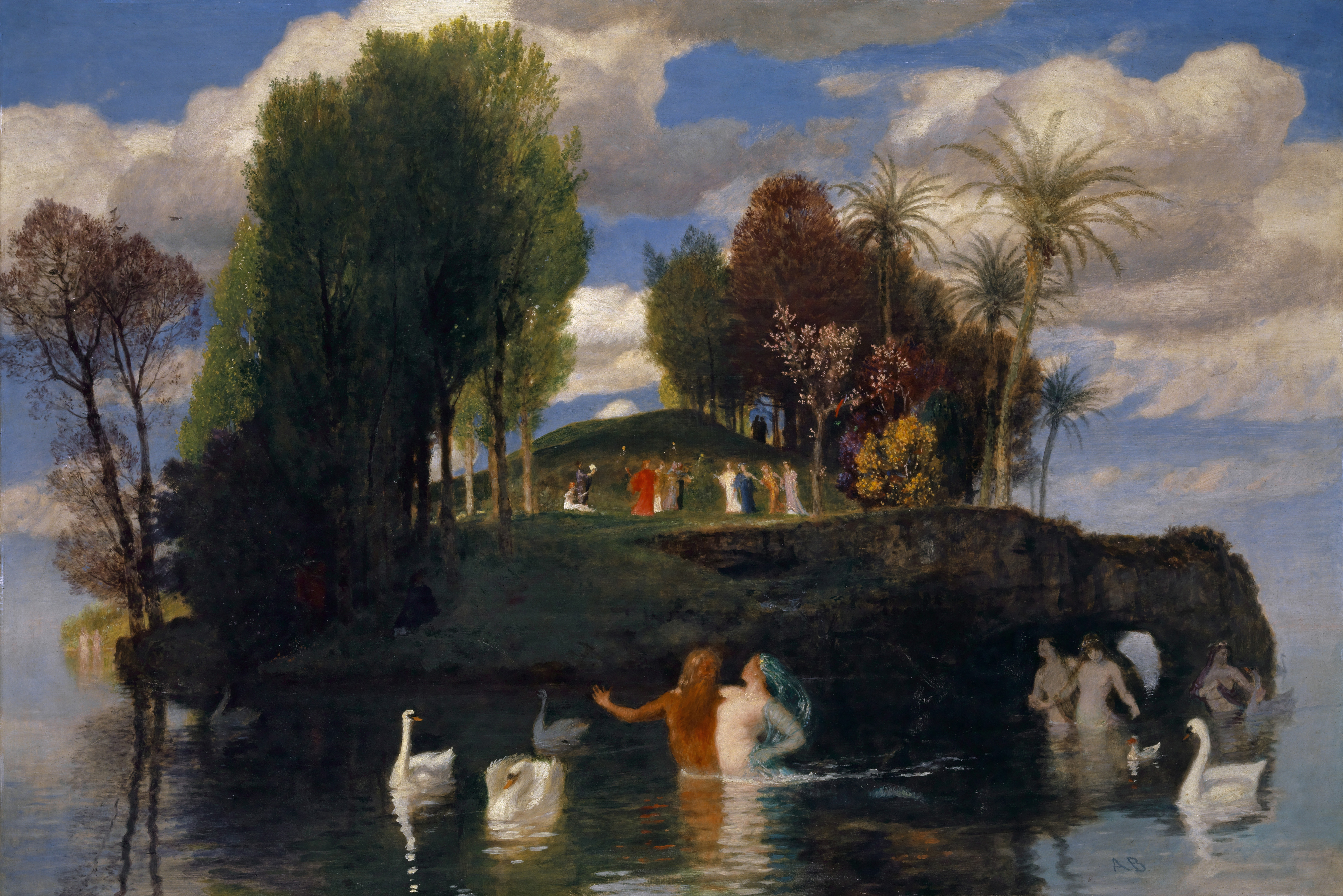
Ostrov života, 1888

Roku 1888 dokončil Arnold Böcklin obraz s názvem Ostrov života (Die Lebensinsel). Představuje, možná jako určitý protipól, rovněž malý ostrov, na němž se ovšem rozpustile koupou bohové, plavou labutě, prochází skupinky lidí a ostrov porostlý bujnou přírodou. Tento obraz visí stejně jako první verze Ostrova mrtvých v Muzeu umění v Basileji.

## V kultuře
- Sergej Rachmaninov byl obrazem inspirován k napsání stejnojmenné symfonické básně z roku 1909 op. 29.
- Max Reger složil roku 1913 Čtyři symfonické básně podle Arnolda Böcklina (Vier Tondichtungen nach Arnold Böcklin) op. 128, přičemž Ostrov mrtvých je zde jako č. 3.
- Heinrich Schulz-Beuthen složil symfonickou báseň Ostrov mrtvých.
- Německá survival hororová videohra "Signalis" od studia rose-engine několikrát odkazuje na všechny verze obrazu,[1] protože hraje klíčovou roli v pochopení vztahu mezi hlavní postavou a její milenkou.